# Pot o’ Gold
Pot o’ Gold ist eine US-amerikanische Filmkomödie von George Marshall aus dem Jahr 1941.

## Inhalt
Jimmy Haskell führt einen kleinen, schlechtgehenden Laden für Musikinstrumente, da er lieber die armen Kinder der Nachbarschaft auf den Instrumenten üben lässt, als sie zu verkaufen. Er erhält Besuch von seinem Onkel Charlie, einem reichen Lebensmittelfabrikanten, der einmal mehr umsonst versucht, seinen Neffen für die Firma zu begeistern. Jimmy jedoch zieht das einfache, aber glückliche Leben vor, das schon sein verstorbener Vater führte. Erst eine angekündigte Pfändung des Geschäfts lässt ihn den Weg zu seinem Onkel antreten.
Auf der Straße trifft er Molly McCorkle, die ihm unbesehen ihre Einkaufstüten anvertraut und der er daher die Einkäufe nach Hause trägt. Vor der Haustür klärt sich die Verwechslung – Molly dachte, er gehöre zu ihrem Bruder, der mit ihr einkaufen war. Jimmy wiederum lauscht verwundert der Big-Band-Musik, die aus der Wohnung kommt. Mollys Mutter Ma McCorkle bietet nämlich einer Band um Horace Heidt Unterkunft, die hier auch im Hinterhof ihre Proben abhält. Was die Anwohner freut, ist ein tägliches Ärgernis für Jimmys musikhassenden Onkel Charlie, dessen Arbeitszimmer direkt hinter dem Haus der McCorkles liegt. Da Charlie das Haus der McCorkles zur Erweiterung seiner Firma kaufen wollte, die McCorkles jedoch ablehnten, ist es den McCorkles nun ein doppeltes Vergnügen, ihn mit der Musik zu reizen. Als die Polizei im Auftrag Charlies eintrifft, um die Musik zu beenden, wirft Jimmy, von Molly animiert, eine Tomate auf den dazukommenden Musikhasser und erkennt danach erschrocken, dass er gerade seinen reichen Onkel getroffen hat. Jimmy wird verhaftet, ohne dass sein Onkel ihn erkannt hat. Auch Molly weiß nicht um Jimmys Verwandtschaftsverhältnis zu Charlie. Bei der Gerichtsverhandlung wird Jimmy von einem ihm wohlwollenden Richter vertagt, Jimmy kommt nach Zahlung einer Kaution, die Molly bereithält, frei. Charlie erscheint zur Verhandlung zu spät, beschimpft den Richter und wird zu einer Geldstrafe oder wahlweise 50 Tagen Haft verurteilt. Da er nicht zahlen kann, er hat kein Geld bei sich, wird er ins Gefängnis gebracht. Dort trifft er in einer Großraumzelle auf Jimmy, der aus Versehen beim Weg aus dem Gerichtssaal in einen Gefängnistransporter gestiegen war.
Während Jimmy freikommt, da sich der Irrtum aufklärt, bleibt Charlie mit einer Gruppe musikbegeisterter Häftlinge zurück, die ihn, der vollkommen unmusikalisch ist, beim Titel When Johnny toots his horn so lange zum Mittsingen zwingen, bis er heiser ist. Als er endlich mithilfe Jimmys auf Kaution freikommt, kann er seine regelmäßige Radiosendung The Haskell Happiness Hour nicht sprechen, sodass Jimmy für ihn einspringen muss. Zwei der Bandmitglieder hören ihn im Radio und stellen ihn zur Rede. Er deckt seine Identität auf, bittet sie jedoch darum, Molly nichts zu erzählen. Da Onkel Charlie beim eigentlichen Gerichtsprozess dabei sein wird, muss verhindert werden, dass er vor Gericht erscheint. So wäre ausgeschlossen, dass Charlie Jimmy erkennt und dessen Identität schließlich Molly bekannt wird. Mit einem Trick gelingt es Jimmy und seinen Helfern, Charlie klarzumachen, dass er unter Halluzinationen leidet. Charlie begibt sich in die Berge Kanadas, um sich auszukurieren.
Mit einer Vollmacht ausgestattet beginnt Jimmy nun The Haskell Happiness Hour neu zu gestalten. Was vorher eine langweilige Werbeveranstaltung war, wird nun durch den Auftritt der Band um Horace Heidt mit Gesang von Molly zu einer glamourösen Sendung. Während der Aufnahme erfährt Molly jedoch, dass Jimmy in Wirklichkeit Charlies Neffe ist und kündigt aus Rache live im Radio an, dass in der nächsten Sendung 1000 Dollar vergeben werden würden. Während Charlie dies in Kanada im Radio hört und sich empört auf den Weg nach Hause macht, versucht Jimmy einen Weg zur Vergabe des Geldes zu finden. Nach staatlichen Vorgaben darf es nicht in Form einer Lotterie geschehen, auch nicht über Losverfahren oder eine Publikumsentscheidung. Sollte Jimmy das Geld auf unlautere Weise vergeben, droht ihm eine Gefängnisstrafe, aber auch, wenn er es nicht vergibt, müsste er wegen Irreführung des Publikums ins Gefängnis. In letzter Sekunde findet er einen Ausweg: Er organisiert alle Telefonbücher des Landes. Über eine von einer Kirmes „entliehene“ Wählscheibe lässt er die erste Zahl ermitteln, die den Telefonbuchband angibt, die nächste Nummer ergibt die Seitenzahl und die letzte Nummer schließlich die Telefonnummer auf der Seite, deren Inhaber das Geld erhält.
Das Publikum ist begeistert und auch die Werbepartner des Senders reißen sich um die Show und bieten dem heimgekommenen Charlie nun tausende Dollar für die Idee an. Da Charlies Sekretär aus Angst vor eventuellen Verlusten dafür gesorgt hat, dass die Rechte für die Sendung Molly und der Band gehören, verkündet Charlie am Mikro, dass Molly und Jimmy nun immer durch die Show führen werden und Jimmy erklärt ebenfalls am Mikro, dass er Molly heiraten werde, woraufhin sich das Paar in die Arme fällt.

## Produktion
James Stewart wurde für Pot o’ Gold von MGM an United Artists ausgeliehen. Er selbst bezeichnete den Film im Rückblick als seinen schlechtesten, was vor allem am angespannten Verhältnis Stewarts zur Hauptdarstellerin Paulette Goddard lag. Die verkrampfte am Set, sobald die Kamera lief: „Der Regisseur George Marshall resignierte, nachdem er vergeblich versucht hatte, Goddard mit Hilfe unterschiedlicher Einstellungen aus der Reserve zu locken, und ließ Stewart, Winninger und den Rest der Crew die Sache ausbaden.“ In Pot o’ Gold gab Art Carney in einer kleinen Rolle als Radioansager sein Filmdebüt.
Pot o’ Gold war ein Film, der auf dem zu dieser Zeit größten US-amerikanischen Gewinnspiel im Radio basiert. Das wie der Film Pot o’ Gold genannte Gewinnspiel lief ab 1939 auf dem Sender NBC. Die Gewinnverteilung, ebenfalls 1000 Dollar, erfolgte auf dieselbe Weise wie im Film dargestellt. Die Sendung wurde von der Horace-Heidt-Band musikalisch begleitet, die auch im Film eine zentrale Rolle spielt. Der Film kam am 3. April 1943, acht Monate bevor Radiosendung eingestellt wurde, in die Kinos. In Großbritannien lief der Film unter dem Titel The Golden Hour. In Deutschland wurde er nicht gezeigt.
Pot o’ Gold ist einer der wenigen Filme, in denen James Stewart singt. Er interpretiert den Titel „When Johnny toots his horn“. Weitere im Film enthaltene Titel sind:
- Hi Cy, What’s A-Cookin’?
- Peter, the Piper Man – gesungen von Paulette Goddard mit Horace Heidt & His Musical Knights
- A knife, a fork and a spoon / Bording House, o Bording House – gesungen von Horace Heidt & His Musical Knights
- Do you believe in fairy tales – gesungen von Larry Cotton mit Horace Heidt & His Musical Knights
- Broadway Caballero – gesungen von Paulette Goddard mit Horace Heidt & His Musical Knights

## Kritik
„Stewart mißfiel der Film so sehr, daß er es viele Jahre lang ablehnte, sich Pot o’ Gold anzusehen“, und auch die Kritik verriss den Film. Sie nannte Pot o’ Gold unter anderem ein „ziemlich gräßliches Musical mit capraesken sozialen Untertönen“.